# Leone Levi
Leone Levi, född 6 juni 1821 i Ancona, Italien, död 7 maj 1888 i London, var en brittisk nationalekonom och statistiker.
Levi, som hade judiska föräldrar, kom 1844 till Liverpool som köpman, övergick till kristendomen (övertygad presbyterian) och blev 1847 brittisk undersåte. I slutet av 1840-talet uppträdde han som författare, livligt förordande inrättandet av representativa handelskamrar samt permanenta handelsdomstolar med en jurist som ordförande och merkantila fackmän som bisittare. Strax därefter kom också Liverpools handelskammare till stånd, och sedermera bildades dylika institutioner i ett antal brittiska handels- och industristäder. 
År 1852 blev Levi professor i handelsvetenskap och handelslagstiftning vid King's College London samt 1859 barrister (överrättssakförare) vid Lincoln's Inn. För den brittiska och den internationella handelslagstiftningens utveckling till större likformighet utövade han en betydelsefull verksamhet, särskilt genom arbetet Commercial Law, its Principle and Administration (1852). Hans mest betydande arbete var History of British Commerce, and of the Economic Progress of the British Nation, 1763-1870 (1872; andra upplagan, fullföljd till 1878, 1880). Levi, som med stor energi utvecklade sin frihandelsståndpunkt, utgav ett stort antal andra handelsvetenskapliga, nationalekonomiska och statistiska skrifter.